# 日本暴力団 組長
『日本暴力団 組長』（にほんぼうりょくだん くみちょう）は、1969年7月8日に公開された日本映画。監督は深作欣二、主演は鶴田浩二。日本暴力団シリーズ第1作目。

## 概要
東映制作による「日本暴力団」シリーズ第一作。
山口組の関東進出を下敷きにした実録路線の先駆けとも位置付けられる作品である。

## スタッフ
- 監督：深作欣二
- 企画：俊藤浩滋、太田浩児、吉田達
- 脚本：神波史男、深作欣二、長田紀生
- 撮影：仲沢半次郎
- 録音：広上益弘
- 照明：梅谷茂
- 美術：北川弘
- 音楽：日暮雅信
- 編集：田中修
- 助監督：高桑信
- 擬斗：日尾孝司
- 進行主任：坂上順
- 装置：吉田喜義
- 装飾：佐藤善昭
- 記録：勝原繁子
- 現像：東映化学工業

## 出演者
- 塚本鉄男：鶴田浩二
- 大場登：安藤昇
- 風間努：菅原文太
- 原口：山本麟一
- 風間の妹：一色美奈（新人）
- 滝：曽根晴美
- 淡野安次郎：内田朝雄
- 萩原寅吉：水島道太郎
- 喜多木堂：佐々木孝丸
- 神山八十吉：加藤嘉
- かつ子：中原早苗
- 浜中寅吉：清水元
- 桜田重平：沢彰謙
- 足立：永山一夫
- 沢木ミナ：磯部玉枝
- 北竜会幹部：八名信夫
- 志賀：室田日出男
- 関東連合会幹部：関山耕司、河合絃司
- 浜中組組員：北川恵一
- 淡野組組員：日尾孝司
- 北竜会幹部：佐藤晟也、長谷川弘
- 関東連合会幹部：植田灯孝
- 刑事：相馬剛三
- 淡野組組員：土山登士幸
- 佐竹耕作：志摩栄
- 刑事：岡野耕作
- 北竜会組員：三重街恒二
- 浜中組組員：小林稔侍
- 淡野組組員：久保一
- 浜中組組員：須賀良
- 淡野組組員：山之内修
- 浜中組組員：野口貴史
- 芸者：田内加代子
- バーのママ：竹村清女
- ホステス：梶原真由美
- 北竜会組員：桐島好夫
- 浜中組組員：高須準之助
- ナレーション：永井智雄
- 椿五郎：内田良平
- 矢東伊之助：河津清三郎
- 宮原一義：若山富三郎

## 同時上映
『夜の歌謡シリーズ 港町ブルース』
- 脚本 - 成沢昌茂 / 監督 - 鷹森立一 /主演 - 野川由美子
- 『夜の歌謡シリーズ』第6作で、森進一のヒット曲『港町ブルース』を映画化。森進一も助演。